# La Campana, Spanien
La Campana är en ort i Spanien.   Den ligger i provinsen Provincia de Sevilla och regionen Andalusien, i den södra delen av landet, 400 km söder om huvudstaden Madrid. La Campana ligger 140 meter över havet och antalet invånare är 5 197.
Terrängen runt La Campana är platt. Runt La Campana är det ganska glesbefolkat, med 42 invånare per kvadratkilometer. Närmaste större samhälle är Lora del Río, 13,4 km nordväst om La Campana. Trakten runt La Campana består till största delen av jordbruksmark.